# Pachiamos
Pachiamos (gr. Παχύαμμος) – wieś w Republice Cypryjskiej, w dystrykcie Nikozja. W 2011 roku liczyła 70 mieszkańców.